# Натюрморт с серебряным кувшином
«Натюрморт с серебряным кувшином» (нидерл. Stilleven met zilveren schenkkan) — картина голландского живописца Виллема Калфа (1619-1693). Создана между 1655 и 1660 годами. Хранится в Государственном музее, Амстердам (инвент. номер SK-A-199). 

## Описание
Тип, натюрмортов, который развивал Калф, называется «десерты»: такие композиции состоят из роскошных предметов, рассказывающих о богатстве заказчика. На этой картине Калф изобразил серебряный кувшин, бокал с вином на золоченой подставке, глубокую тарелку из китайского фарфора с фруктами. И кувшин и подстаканник украшены модным в то время орнаментом, напоминающие форму ушной раковины. Это шедевры мастеров серебряного дела Кристиана ван Вианена (кувшин) и Иоханнеса Лютмы (подстаканник). Художника интересовала игра света и цвета; он использует сочетание синего, желтого и белого цветов. Лимон отражается в кувшине, серебро блестит рядом с позолотой, тускло сияет, сверкает каплями сока мякоть лимона, в бокале мерцает в полумраке вино. Все будто живое, фрукты как будто выделяют запах и даже вызывают ощущение их вкуса.
Также художник ввел в композицию карманные часы: они лежит справа. Стеклянная крышка откинута, будто кто-то только что смотрел на циферблат. Часы, символ уходящего времени, напоминают о том, что плотские утехи не вечны.
Картина находилась в коллекции Албертюса Йонаса Брандта (Амстердам); 29 октября 1821 года была приобретена Государственным музеем (Амстердам) на распродаже коллекции Албертюса Йонаса Брандта в Амстердаме (лот №96).

## Ссылка
- Информация на сайте музея (англ.)